# Gonatomyrina lara
Gonatomyrina lara is een vlinder uit de familie van de pages (Papilionidae). De wetenschappelijke naam werd gepubliceerd in 1764 door Carl Linnaeus.